# محمد حسین الحایک
محمد حسین الحایک (عربی: محمد حسين الحايك؛ زادهٔ ۱۹ فوریهٔ ۲۰۰۰) بازیکن فوتبال اهل لبنان است.
وی همچنین در تیم‌های ملی فوتبال زیر ۲۳ سال و بزرگسالان لبنان بازی کرده‌است.